# Улица Аннас Бригадерес (Рига)
Улица А́ннас Бри́гадерес (латыш. Annas Brigaderes iela) — небольшая внутриквартальная улица в Видземском предместье города Риги, в Пурвциемсе.
Начинается позади высотного здания Astra Lux; связана внутриквартальным проездом с дальней частью улицы Пуцес. Пролегает по ломаной линии, преимущественно в юго-восточном направлении, и заканчивается внутри квартала, не достигая улицы Илукстес. С другими улицами не пересекается.
Общая длина улицы составляет 164 метра. На всём протяжении имеет асфальтовое покрытие. Общественный транспорт по улице не курсирует.
Застройка многоэтажными домами сложилась при строительстве микрорайона «Пурвциемс-3», начиная со 2-й половины 1970-х годов. В 1983 году улице было присвоено название в честь советского военачальника латышского происхождения, генерал-лейтенанта Детлава Бранткална.
14 декабря 2022 года решением Рижской думы улица переименована в честь латышской писательницы Анны Бригадере.